# 韋恩鎮區 (北達科他州博蒂諾縣)
韋恩鎮區（英語：Wayne Township）是位於美國北達科他州博蒂諾縣的一個鎮區。

## 地方資料
韋恩鎮區的面積為113.47平方千米，當中陸地面積為112.72平方千米，而水域面積為0.74平方千米。根據2010年美國人口普查的數據，當地共有人口32人，而人口密度為每平方千米0.28人。